# Kulturfabrik Moabit

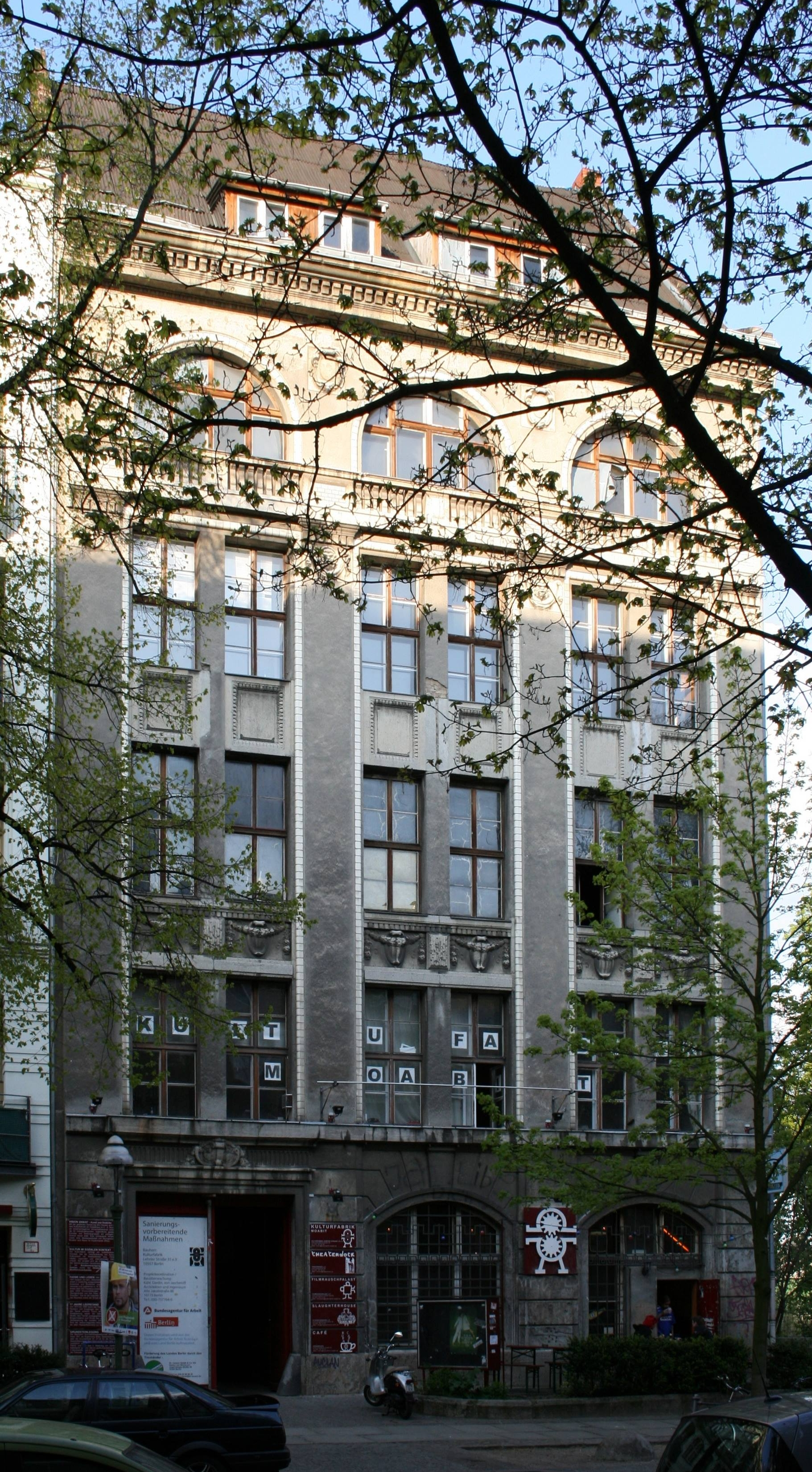
Kulturfabrik Moabit
(Berlin, Lehrter Str.)

Als Kulturfabrik Moabit wird ein ehemals als Fabrik und Lager genutztes Haus in der Lehrter Straße Berlin-Moabit bezeichnet, in dem es ein Kino, ein Theater, ein Café sowie Konzert- und Partyräume gibt. Das 1911 eingeweihte Gebäude steht unter Denkmalschutz.

## Geschichte
Das 1911 von Ernst Scharnke für den Wertheim-Konzern erbaute Wertheim-Haus in der Lehrter Straße 35 war Heeresfleischerei, Keksfabrik, Heimat für Steinmetzarbeiten und Konservendosen – das Geschäftshaus beherbergte viele Facetten der Berliner Industrie. Zwischen 1976 und 1991 wurde es still um die ehemalige Fabrik. Fenster und Türen waren im Erdgeschoss zugemauert, das Haus dämmerte vor sich hin.
1991 schließlich wurde das Gebäude nach Verhandlungen mit dem Berliner Senat wieder eröffnet; die Kulturfabrik Moabit war geboren. Künstler, Anwohner und Studenten organisierten sich in den Vereinen Kulturfabrik Lehrter Straße 35 e. V., Fabriktheater Moabit e. V., Filmrauschpalast e. V., Slaughterhouse e. V., 35 services e. V. (seit 2007) und Kunsthalle Moabit e. V. (letztere bis 1996). Sie arbeiten bis heute in der gleichen internen Struktur; der Verein Kulturfabrik Lehrter Str. 35 e. V. dient als gemeinsames Dach und Plenum der kleineren Vereine und als Vertretung des Hauses gegenüber Behörden und der Öffentlichkeit. Darüber hinaus beinhaltet der Dachverein ein Pädagogenteam; dieses leistet tägliche Kinder- und Jugendbetreuung und bietet vielfältige Kurse und Freizeitaktivitäten an.

## Angebote
Was 1991 als einfache Idee begann, hat sich inzwischen aus komplett eigener Kraft und ganz ohne institutionelle Förderung zu Moabits einzigem soziokulturellen Kulturhaus mit Theater, Kino, Konzerten, Café und pädagogischer Betreuung für ansässige Kinder und Jugendliche entwickelt. Seit 1991 als gemeinnütziger Verein geführt, bündelt die Kulturfabrik Moabit die Schlagkraft von etwa 150 ehrenamtlichen und 40 hauptamtlichen (mittels ABM, RBM und MAE) Mitarbeitern.
Ein regelmäßiges Film- und Theaterprogramm, Konzert- und Partytermine, die Lange Nacht des Tauchens, Kneipengolf-Turniere, Werkstatt-Workshops und Unterstützung beim Selbermachen („Do-it-yourself“) gehörten oder gehören zu den Standardangeboten der Kulturfabrik Moabit. Von 2011 bis 2022 fand das Favourites Film Festival Berlin u. a. in den Räumen der Kulturfabrik statt.